# وايلد يوث
وايلد يوث هي فرقة إيندي روك أيرلندية من مدينة دبلن تأسست عام 2016، مثلت جمهورية أيرلندا في مسابقة الأغنية الأوروبية 2023.

## روابط خارجية
وايلد يوث على موقع ميوزك برينز (الإنجليزية)
- وايلد يوث على موقع أول ميوزيك (الإنجليزية)
- وايلد يوث على موقع ديسكوغز (الإنجليزية)
- وايلد يوث على موقع ديسكوغز (الإنجليزية)